# 호르스트 루트비히 슈퇴르머
호르스트 루트비히 슈퇴르머(영어: Horst Ludwig Störmer, 1949년 4월 6일~)는 독일 태생의 미국의 물리학자이다. 분수 양자 홀 효과에 대해 설명해 낸 공로로, 로버트 B. 러플린, 대니얼 추이와 함께 1998년 노벨 물리학상을 수상했다.